# Californium (jeu vidéo)
Pour l'élément chimique, voir Californium.
Californium est un jeu vidéo d'aventure développé par Darjeeling, Nova Productions et édité par Arte, sorti en 2016 sur Windows et Mac. Le jeu est un hommage à l'œuvre de Philip K. Dick.

## Accueil
- Gameblog : 7/10[1]